# ささやかれた夢の話
『ささやかれた夢の話』（ささやかれたゆめのはなし）は、1999年2月20日にリリースされた 比屋定篤子の2枚目のオリジナル・アルバム。

## 解説
1年2ヶ月ぶりのオリジナル・アルバムは、エピックレコードジャパンから設立されて間もないSony Music Entertainmentへ移籍後に発表した。
先行シングル4曲を収録。うち2曲はアルバム・バージョン。比屋定自身は歌唱の他に全作詞を書き上げ、コーラスを担った。作曲はデビュー前からの比屋定の音楽的パートナーである小林治郎が全曲手掛けている。収録曲の半数以上は菅原弘明が編曲を手掛けている。

## 収録曲
全作詞：比屋定篤子　全作曲：小林治郎　
1. まわれ まわれ
  - 編曲：菅原弘明
2. 雲がふたをしてしまう前に
  - 編曲：菅原弘明
3. ささやかれた夢の話
  - 編曲：中沼浩・小林治郎
  - ストリングス編曲：村山達哉
4. 光のダンス
  - 編曲：菅原弘明
5. 私
  - 編曲：菅原弘明
6. 夏の日
  - 編曲：岐田稔
7. メビウス（album version）
  - 編曲：西脇辰弥
8. 眠り
  - 編曲：菅原弘明
9. うつらうつら
  - 編曲：笹子重治
  - ストリングス編曲：村山達哉
10. Gato
  - 編曲：岐田稔
11. おしゃべりな雨音
  - 編曲：岐田稔
12. Sweet Rhapsody
  - 編曲：村山達哉
13. 青い自転車
  - 編曲：村山達哉

## 参加ミュージシャン
- まわれ まわれ
  - Gt.：菅原弘明
  - Bass：小林治郎
  - Piano：柴田俊文
  - Dr.：鎌田清
  - Trumpet：荒木敏男
  - Tenor Sax：山本拓夫
  - Trombone：村田陽一
  - Strings：金子飛鳥ストリングスグループ
  - Chorus：比屋定篤子
- 雲がふたをしてしまう前に
  - Gt., Syn.：菅原弘明
  - Bass：小林治郎
  - E. Piano：鶴来正基
  - Dr.：鎌田清
  - Per.：whacho
  - Chorus：比屋定篤子、菅原弘明
- ささやかれた夢の話
  - Banjo：中沼浩
  - Bass：小林治郎
  - Dr.：荒川太郎
  - Per.：石川智
  - Violin：金原千恵子、今野均、矢野晴子、大林典代
  - Viola：徳高真奈美、竹内晴夫
  - Cello：桑田歩、堀沢真巳
  - Chorus：比屋定篤子
- 光のダンス
  - Gt.：菅原弘明
  - Bass：小林治郎
  - Piano：柴田俊文
  - Dr.：鎌田清
  - Vib.：藤井珠緒
  - Acc.：水野弘文
  - Chorus：比屋定篤子
- 私
  - Gt., Syn.：菅原弘明
  - Bass：小林治郎
  - Dr.：有泉一
  - Per.：whacho
  - Trumpet：荒木敏男
  - Tenor Sax, Baritone Sax, Flute：山本拓夫
  - Trombone：村田陽一
  - Voices：比屋定篤子
- 夏の日
  - Piano：フェビアン・レザ・パネ
  - 1st Violin：荒井直子
  - 2nd Violin：長尾裕子
  - Viola：中嶋圭輔
  - Cello：高橋泉
  - Contrabass：飯田克哲
- メビウス（album version）
  - Gt.：松下誠
  - Bass：美久月千晴
  - Dr.：渡嘉敷祐一
  - Per.：梯郁夫
  - Piano, Syn., Oregan, S.E：西脇辰弥
  - Chorus：比屋定篤子
  - Strings：金原千恵子ストリングスグループ
- 眠り
  - Gt.：菅原弘明
  - Bass：小林治郎
  - Piano, E. Piano：鶴来正基
  - Dr.：鎌田清
  - Per.：whacho
  - Chorus：比屋定篤子
- うつらうつら
  - A. Gt.：笹子重治
  - W. Bass：加瀬達
  - Piano：大口純一郎
  - Per.：岡部洋一
  - Strings：金原千恵子ストリングスグループ
- Gato
  - Piano：南博
  - Gt.：竹中俊二
  - W. Bass：武田桂二
  - Dr.：岩瀬立飛
- おしゃべりな雨音
  - E. Piano, Syn.：柴田俊文
  - Bass：美久月千晴
  - Dr.：鎌田清
  - Per.：三沢またろう
  - Flute：城戸夕果
  - Trumpet：荒木敏男
  - Tenor Sax：山本拓夫
  - Trombone：村田陽一
  - Vib.：香取良彦
- Sweet Rhapsody
  - Gt.：村松邦男
  - Bass：沖山優司
  - E. Piano：島健
  - Dr.：山木秀夫
  - Cho.：佐々木久美、比屋定篤子
  - Horn：南浩之、有馬純晴
  - Per.：三沢またろう
  - Syn.：三宅一徳
  - Syn. Operator：礒江俊道
  - Strings：金原千恵子ストリングスグループ
- 青い自転車
  - E. Piano：島健
  - Bass：沖山優司
  - Dr.：外山明
  - Per.：三沢またろう
  - Trumpet：佐々木史郎、小林太
  - Trombone：河合わかば、中路英明
  - Flute：岩佐和弘、高桑英世
  - Clarinet：十亀正司、重松希巳江
  - Strings：金原千恵子ストリングスグループ
  - Bell：礒江俊道